# Bornholms geologi
Bornholms geologi fremviser bjergarter og aflejringer fra helt andre og ældre geologiske perioder, end tilfældet er i det øvrige Danmark. Mod nord er øen domineret af prækambrisk grundfjeld bestående af gnejser og granitter, mens den lavereliggende sydlige del af øen præges af nedre palæozoiske skifre og sandsten. En bræmme langs kysten mod sydvest er præget af overvejende løse, uhærdede aflejringer af ler og sand fra de mesozoiske perioder Jura og Kridt, samt kalksten fra Kridt. Som i resten af Danmark er undergrunden på Bornholm dækket af kvartære istidsaflejringer i form af moræner og smeltevandsaflejringer, som dog mange steder, særligt i det højtliggende grundfjeldsområde mod nord, er ganske tynde.
Som følge af de særlige geologiske forhold har man gennem tiden kunnet udvinde en række forskellige råstoffer, som ikke kendes fra det øvrige Danmark, fx granit, ildfast ler og kaolin. Det meste af denne råstofudvinding er i dag indstillet, men der brydes stadig granit på øen.

## Udforskningens historie
På grund af sin medvirken i Napoleonskrigene på fransk side mistede Danmark i 1814 ved Freden i Kiel Norge, og der opstod mangel på visse råstoffer, som man hidtil havde fået fra norske miner. Regeringen nedsatte derfor en kommission, med professor H.C. Ørsted og justitsråd L. Esmarch som medlemmer og en ung Georg Forchhammer som assistent. Kommissionen undersøgte i 1818-19 Bornholms mineralforekomster. I kommissionens to beretninger 1819-20, hvori også indgik undersøgelser af Skånes mineralforekomster med henblik på sammenligning med de bornholmske, kom man med forslag til en udnyttelse af de bornholmske kulforekomster.:3-7 
Forchhammer stod bag beretningernes geologiske afsnit, der inddelte den bornholmske undergrund i "Urbjerg" (grundfjeld) dækket af "Overgangsbjerg" (Tidlig Palæozoikum), som igen var dækket af "Fløtsbjerg" (overordnet betegnelse for kulførende lag fra Sen Palæozoikum og Mesozoikum; fra tysk: Flöz – kulbænk). Tidligere havde man anset de bornholmske kullag for at være jævnaldrende med de tyske brunkul og henregnet dem til "det opskyllede Land" (Tertiær), men Forchhammer anså dem korrekt som hørende til "Fløtsbjerg".:3-7 
Kommissionsberetningerne omtaler også den lille sandstensforekomst ved Salene Bugt nordvest for Gudhjem, den eneste forekomst på Nordbornholm af lag svarende til de sydbornholmske sedimenter. Forekomsten er gennem tiden så at sige blevet yngre og yngre: Forchhammer anså den for at være kambrisk, og et lille århundrede senere blev den henregnet til de såkaldte Rhät-Lias-lag, det vil sige det allerældste Jura.:123-126  Det var geologen Helge Gry (1905-1982), som i 1956 fik lagene dateret korrekt, til Purbeck-Wealden-etagerne på grænsen mellem Jura og Kridt, svarende til Rabække-formationen, som ellers kun ses i nærheden af Rønne.
Forchhammer blev i 1831 professor i mineralogi og geologi ved Københavns Universitet, og gennemførte i de følgende år flere undersøgelser af øens geologi.
Bornholmeren Magnus Jespersen (1833-1917), som 1858-1881 var adjunkt og naturfagslærer ved realskolen i Rønne, foretog omfattende undersøgelser af Bornholms geologiske forhold. Han opdagede ved Arnager forekomster af fosforit og nord for Rønne de såkaldte jespersenske buelag, nogle fossilholdige sandstensbænke fra det, som senere blev kendt som Hasle-formationen.:166-170   Hans strukturgeologiske tolkninger har ikke kunnet stå for en nærmere prøve, men hans publikationer rummer et væld af omhyggelige iagttagelser, som stadig kan bruges.:3-7 
I begyndelsen af 1900-tallet påbegyndte N.V. Ussing undersøgelser af det bornholmske grundfjeld, et arbejde, der efter hans død blev fortsat af Karen Callisen.
Bornholms med danske øjne særprægede geologi har de seneste 100 år eller mere været et yndet studieobjekt for forskere og studerende, og op gennem 1900-tallet er der jævnligt fremkommet nye interessante forskningsresultater, som også har kunnet bidrage til den geologiske forståelse i international sammenhæng.

## Strukturgeologi
Bornholm ligger i en brudzone præget af forkastninger, nemlig den såkaldte Sorgenfrei-Tornquist Zone, som løber fra Skagerrak mod sydøst ned gennem Kattegat, hen over Sydsverige, forbi Bornholm og videre ned i Polen og Østeuropa. Denne zone adskiller højtliggende grundfjeld mod nordøst fra et system af sedimentbassiner mod sydvest, som er nedforkastet flere kilometer i forhold til grundfjeldet. Selve zonen er i området omkring Bornholm en op mod 100 kilometer bred bræmme, som er gennemsat af forkastninger i retningerne Nordvest-sydøst og nord-nordøst-syd-sydvest. Zonen er præget af nedforkastede eller opskudte forkastningsblokke. Bornholm er en sådan opskudt blok, eller horst, som mod vest grænser op til en gravsænkning, Rønne Graben, som har været genstand for (resultatløse) undersøgelser efter olie og gas.
Selvom brudzonen blev anlagt allerede i Perm-perioden, var det først i forbindelse med den alpine bjergkædedannelse i Sen Kridt og Palæogen, at den bornholmske forkastningsblok for alvor blev hævet, hvorved de gamle lag blev bragt tæt på jordoverfladen. Samtidig blev sedimentbjergarterne på det sydlige Bornholm gennemsat af et stort antal forkastninger, så de i dag fremstår som en mosaik af forkastningsblokke.

## Grundfjeldet
Ud af Bornholms areal på 588 km2 udgør grundfjeldet undergrunden på et 385 km2 stort område, som dækker øens nordlige to trediedele. Grundfjeldet præger landskabet, som er højtliggende, ofte over kote 100, og når 162 meter i Rytterknægten, Danmarks tredjehøjeste punkt. Det ofte ganske kuperede landskab skråner ret stejlt ned mod kysterne mod nord og vest. Her finder man Danmarks eneste klippekyster. De er forrevne og svært tilgængelige med enkelte spredte, stenede strande, og med karakteristiske klippeformationer som Løvehovederne og Jons Kapel længst mod nordvest. Grundfjeldet er gennemsat af lange nordøst-sydvest eller nord-nordøst-syd-dsydvest-gående sprækkedale. Et eksempel er Ekkodalen, som er fremkommet ved gletsjererosion af sprækker i grundfjeldet udfyldt med grovkornet basalt, eller diabas.
Grundfjeldet består overvejende af gnejs, hvori forekommer afgrænsede områder med forskellige granitter, som beskrevet nedenfor. Der er tale om lyse bjergarter domineret af mineralerne kvarts og feldspat, med mindre andele af biotit og hornblende. Malmmineraler findes i små mængder, blandt andre magnetit, kobberkis, pyrit, blyglans og molybdænglans.

### Bornholmsk Gnejs
Områder med gnejs findes i de centrale og nordlige dele af øen, hvor de udgør omkring tre fjerdedele af grundfjeldsområdet. Gnejsen er lys med mørke striber rige på biotit og hornblende. Striberne er for det meste orienteret nogenlunde vest-nordvest-øst-sydøst, men mellem Svaneke og Nexø er stribningens retninger mere skiftende. Dette er tolket som tegn på, at gnejsen er foldet ad to omgange, idet det østlige, skiftende område blev foldet sidst. Grænsen mod granit-områderne er ofte gradvis, men kan også være skarp, som det fx ses ved Listed.

### Rønne Granit
Denne mørke, homogene granit, som tidligere også kaldtes Rønne granodiorit, indeholder kun en anelse flere mørke mineraler end de øvrige bornholmske granitter. Dens mørke farve skyldes i stedet, at feldspatterne her er glasklare, så de mørke mineraler ses igennem dem. Granitten findes i to mindre områder mellem Rønne og Aakirkeby og har en alder på omkring 1.300 millioner år. I et område lige øst for Rønne er Rønne granitten delvist forvitret til kaolin, en lerart domineret af mineralet kaolinit.
Rønne Granit blev tidligere brudt i tre store brud ved Lobbæk, Stubbeløkken og Klippeløkken, men i dag er kun det sidstnævnte brud aktivt. Granitten har været brugt til brostensbelægning på Rønnes Store Torv, foruden facadebeklædningen på Christiansborg og Prins Jørgens Gård i København. I udlandet er poleret Rønne Granit brugt til kunstmuseet i Düsseldorf i Tyskland.:162 

### Paradisbakke Migmatit
Dette er en blandingsbjergart bestående af cirka 80 % mørkegrå gnejs, domineret af feldspat, biotit og hornblende, hvori ses et flammet mønster af lyse granitårer domineret af kvarts og feldspat. De lyse årer er dannet ad to omgange ved en delvis opsmeltning af gnejsen. Paradisbakke Migmatit forekommer i et seglformet område mellem Bølshavn på nordkysten og Gadeby mellem Aakirkeby og Nexø, hvor det adskiller gnejsområdet fra området med Svaneke Granit.
Den dekorative Paradisbakke Migmatit er blandt andet brugt til udsmykning af bygninger, fx Christiansborg slotsplads, Københavns rådhushal og Københavns Hovedbanegård.

### Hammer Granit
Denne lyse, rødgrå granit er karakteriseret ved små mørkerøde diffuse og spredte pletter, som skyldes jernholdige mineraler. Kvarts og feldspat dominerer, foruden mindre mængder biotit og hornblende. Alderen er cirka 1.340 millioner år. Hammer Granit forekommer i et område ved Bornholms nordspids.
Hammer Granit fra Moseløkken stenbrud er bl.a. anvendt til Nationalmuseets søjlegang i Stormgade i København, Frederik IX's gravplads ved Roskilde Domkirke, ved brolægningen af Amaliehaven og som gulvfliser i Bornholms Kunstmuseum ved Gudhjem.:46 

### Alminding Granit
Denne granit minder meget om Hammer Granit, men har ofte et mere stribet udseende. Den findes i et område midt på øen, omkring Almindingen, Årsballe og Vester Marie.

### Vang Granit
I denne grovkornede, rødgrå granit er de mørke mineraler, som udgør cirka 10 %, samlet i afrundede hobe med en diameter på 5-10 millimeter. Granitten domineres af næsten lige dele grå og rød feldspat, foruden røgfarvet eller klar kvarts. Alderen er omkring 1.400 millioner år. Vang Granit findes i et bælte mod nordvest, som adskiller Hammer Granit fra gnejsområdet.
Vang Granit er bl.a. anvendt til Stormbroen ved Christiansborg i København, samt til moler og betontilslag til Storebæltsforbindelsen.:49 

### Svaneke Granit
Denne granit, som er den mest grovkornede bornholmske granit, har store røde feldspatkorn, der giver granitten en nubret overflade. Den forekommer både i strukturløse og mere eller mindre stribede udgaver. Den grovkornede tekstur gør, at Svaneke Granit let forvitrer, som det ses ved Årsdale. Her forekommer granitten i store afrundede former, dannet som følge af frostsprængning og vand- og vinderosion. Det løse, rødlige grus, som forvitringen har frigjort fra grundfjeldet, kaldes Årsdale grus.

### Gangbjergarter
Grundfjeldet er mange steder gennemskåret af stejltstillede, smalle zoner, kaldet gange, fra få centimeter til flere titals meter i bredden, som indeholder andre bjergarter. Den bredeste gang, Kelså-gangen, er 60 meter bred. Den gennemskærer hele grundfjeldsområdet i en ret linje fra Saltuna på nordkysten til Klintegårde mellem Vester Marie og Lobbæk. Gangene er dannet ved, at smeltet magma nedefra har presset sig op mod grundfjeldet, gennemsat det med sprækker, som magmaet så er trængt op i, hvor det gradvist er størknet. Mange af gangene er rødlige og har granitisk sammensætning og kaldes pegmatit, når de er grovkornede, og aplit, når de er finkornede. De fleste gange, over hundrede, består dog af mørk diabas, også kaldet dolerit, som har basaltisk sammensætning og er domineret af mineraler som pyroxen, olivin og biotit, foruden lys feldspat.
I eksempelvis Svaneke Granit og på Ertholmene kan man se gange fyldt med sandsten, formentlig dannet i Kambrium ved, at nedbrudsmaterialer fra landoverfladen er drysset ned i sprækker i grundfjeldet.
|                | Mørk gnejs | Lys gnejs | Paradisbakke Migmatit | Rønne Granit | Vang Granit | Hammer Granit | Svaneke Granit | Aplit og pegmatit |
| -------------- | ---------- | --------- | --------------------- | ------------ | ----------- | ------------- | -------------- | ----------------- |
| Alkalifeldspat | 35         | 38        | 35                    | 29           | 33          | 41            | 36             | 45-60             |
| Plagioklas     | 24         | 22        | 25                    | 30           | 22          | 18            | 26             | 10-20             |
| Kvarts         | 25         | 30        | 23                    | 21           | 27          | 33            | 25             | 30-40             |
| Hornblende     | 5          | 2         | 8                     | 10           | 5           | 1             | 2              | 0-1               |
| Biotit         | 7          | 6         | 7                     | 5            | 6           | 4             | 7              | 0-2               |
| Andet          | 5          | 3         | 2                     | 5            | 5           | 3             | 3              | 0-2               |

### Christiansø
18 kilometer nordøst for Gudhjem ligger de tre små øer Christiansø, Frederiksø og Græsholm, tilsammen Ertholmene. De er opbygget af en granit, som har en del tilfælles med Hammer Granit, men der er dog formentlig tale om et selvstændigt granitlegeme.

### Dannelse
Allerede i begyndelsen af 1900-tallet beskrev professor N.V. Ussing det bornholmske grundfjeld, og hans overordnede inddeling af bjergarternes benyttes stadig. Det var dog først med museumsinspektør Karen Callisens undersøgelser omkring 1930, at grundfjeldets dannelse første gang blev klarlagt. Callisen opfattede granitterne som dannet ved magmatisk differentiation, hvor forskellige mineraler gradvist størkner fra et magma under afkøling, begyndende med mineralerne med højst smeltepunkt, fx olivin og pyroxen, og sluttende med kvarts. Således skulle Rønne Granit være størknet først, fulgt af Paradisbakke Migmatit, Vang Granit, Stribet Granit, Christiansø Granit og endelig Alminding Granit, med stadig større surhedsgrad. Callisen mente, de forskellige granitter var dannet over relativt kort tid, hvilket mange år senere blev bekræftet ved dateringer.
I 1961 fremsattes imidlertid en ny teori, hvorefter grundfjeldet, inklusive de forskellige granitter, var dannet ved metamorfose af forskellige ældre, sedimentære og vulkanske bjergarter, og altså ikke udelukkende ved størkning fra et magma. Sammenholdt med ny viden om bjergkædefoldning ved sammenstød mellem kontinentalplader, som omtalt nedenfor, anses metamorfose-teorien i dag som mest sandsynlig, men forskerne er stadig ikke ganske enige.
I dag mener man, at det bornholmske grundfjeld udgør en del af rødderne af en bjergkæde, den gotiske foldekæde, som blev opfoldet, da to kontinentalplader for omkring halvanden milliard år siden stødte sammen i området omkring Danmark. Gnejserne og granitterne er således dannet på 15-20 kilometer dybde under jordoverfladen, ved temperaturer på over 600 °C. De høje bjerge blev efterfølgende udsat for nedbrydning og erosion af vejr og vind, samtidig med at området blev hævet mindst 10 kilometer, og ved slutningen af Prækambrium for omkring 600 millioner år siden var bjergkæden slidt så dybt ned, at rødderne kom til syne.

## Palæozoiske aflejringer
Ved overgangen til Kambrium-perioden var grundfjeldet eroderet ned til en jævn flade, et såkaldt peneplan, men det bornholmske område var stadig landområde. Det globale havniveau begyndte imidlertid at stige kraftigt, og efterhånden blev området oversvømmet. Man mener, at hele Skandinavien blev dækket af hav, hvilket forklarer, hvorfor tilførslen af sediment fra landområderne til tider var yderst ringe. Således findes der fra det 40 millioner år lange tidsrum fra Mellem Kambrium til Tidlig Ordovicium kun 40 meter aflejringer, svarende til en aflejringsrate på 1 millimeter pr. tusind år. Til sammenligning findes der på Bornholm 160 meter aflejringer fra den 10 millioner år lange Tidlig Silur. Den store stigning i aflejringsrate har en pladetektonisk forklaring, idet den lille kontinentalplade Avalonia og den store nordamerikanske kontinentalplade Laurentia på denne tid stødte ind i det skandinaviske Baltica-kontinent. Dette førte til dannelsen af den kaledoniske bjergkæde. Det er nedbrudsmateriale fra denne bjergkæde, som i Tidlig Silur begynder at gøre sig gældende i det danske område. Den kaledoniske bjergkædefoldning fortsatte ind i den efterfølgende Devon-periode, men da var det bornholmske område blevet hævet over havniveau, og der findes derfor ingen palæozoiske aflejringer på Bornholm yngre end Tidlig Silur.
Omkring Bornholm var det palæozoiske hav formentlig aldrig særlig dybt. Tillige er der af og til afbrydelser i aflejringerne, fordi det bornholmske område blev tørlagt, altså hævet over havniveau, gennem kortere eller længere tid. De tilsvarende aflejringer i Skåne var ikke så udsatte for tørlægning, og her er den palæozoiske lagserie mere fuldstændig end på Bornholm.:20 

### Sandsten fra Kambrium
Den kambriske havspejlsstigning førte til, at Bornholm i en periode blev dækket af et flodsystem, som aflejrede den godt 110 meter tykke Nexø Sandsten, der ligger direkte oven på den nederoderede grundfjeldsoverflade. I Kambrium var landjorden bar og ørkenagtig, idet der ikke voksede landplanter – planter begyndte først for alvor at erobre landjorden i Silur. Vinden havde derfor frit spil, og visse sekvenser i sandstenen er vindaflejrede. Sandstenen er en mellem- til grovkornet kvarts-sandsten med en markant rødviolet farve, som dels skyldes en lille mængde kalifeldspat og dels det jernholdige mineral hæmatit.
Øget havdybde førte dernæst til aflejring af marint sand, først i form af den 80-90 meter tykke lysgrå til mørkgrå Hardeberga Sandsten (tidligere kaldet Balka Sandsten) og dernæst den op mod 100 meter tykke Læså Formation (tidligere kaldt de Grønne Skifre), som har en overfladisk lighed med skifer, men er en finsandet siltsten, der har sit grønlige skær fra mineralet glaukonit. Havdybden begyndte imidlertid igen at falde, og sekvensen af grovkornede kambriske sedimenter afsluttes derfor med den 2-3 meter tykke Rispebjerg Sandsten, som er aflejret i kystzonen.

### Alunskifer og kalksten fra Kambrium
Fra tidsrummet på grænsen mellem Tidlig og Mellem Kambrium mangler der aflejringer på Bornholm, men så oversvømmede havet igen området. Forholdene havde dog ændret sig, for nu blev der ikke aflejret sand, men sort pyritholdigt, organisk lerslam, der senere er sammenpresset til alunskifer, som er rig på fossiler, især trilobitter, som levede på bunden af slamhavet. Frem til slutningen af Kambrium blev der aflejret omkring 35 meter Alun Skifer Formation, som i sin nedre del indeholder to tynde kalklag, nederst Exulans Kalk og derover Andrarum Kalk.
I alunskiferen ses af og til store, sorte kalkkonkretioner kaldet antrakonit (eller stinkkalk), som fremstår som aflange boller, hvorom skiferlagene smyger sig. Dette skyldes, at kalkkonkretionerne er hærdnet på et tidligt tidspunkt efter aflejringen, og den efterfølgende sammenpresning af de organiske lag har ikke påvirket antrakonit-bollerne.:23 
Man mener, at denne vekslen mellem aflejring af skifer og kalk hænger sammen med ændringer i havdybde: på lavt vand er der aflejret kalk, mens der på dybere vand er aflejret skifer.

### Ortoceratitkalk
I Tidlig og Mellem Ordovicium var Bornholm igen tørlagt størstedelen af tiden, dog afbrudt af aflejringen af 4-5 meter Komstad Kalk, uformelt kendt ved sit gamle navn ortoceratitkalk. Det gamle navn hentyder til de hyppige, karakteristisk kegleformede fossiler af ortoceratitter, en nu uddød type af blæksprutter.:25  Den nederste halve meter af Komstad Kalken indeholder omlejrede stykker af alunskifer og er også kendt som Skelbro Kalk.
Mens den bornholmske Komstad Kalk kun er blevet brugt til cementproduktion, har tilsvarende lag på Øland, i tykkelser op til 50 meter og med smukke rødlige, grønlige og grålige farver, været genstand for produktion af bygningssten, især til facadebeklædning og gulve, som det kan ses i mange danske offentlige bygninger, fx gulvet i Aarhus Hovedbanegård.

### Skifre fra Ordovicium og Silur
Fra begyndelsen af Sen Ordovicium og til et godt stykke ind i Nedre Silur blev der igen aflejret organisk lerslam, nu præget af en ny gruppe fossiler, nemlig de små stænglede kolonidyr graptoliter, som levede fra Mellem Kambrium til Tidlig Karbon. Det er kolonidannende dyr, hvor mange små enkeltindivider er samlet i forgrenede netværk, bundet sammen af et kitin-lignende skelet. Som følge af evolutionen udviklede graptoliterne sig op gennem Ordovicium fra de komplicerede forgrenede netværk, fx hos graptoliten Dictyonema, som kan ses i de allerøverste dele af alunskiferen, til senere blot at bestå af en enkelt stængel med to rader af kolonidyr, fx Dicellograptus og Tretaspis fra Sen Ordovicium. I Nedre Silur dukker der enradede graptoliter op, fx Rastrites og Cyrtograptus.
De op mod 200 meter tykke skiferaflejringer fra dette tidsrum er inddelt på grundlag af deres indhold af graptolitter, idet de i øvrigt er svære at skelne fra hinanden. De er lysere end alunskiferen, rigere på silt og sand og indeholder mindre organisk materiale og pyrit. Især i de silure skifre ses indslag af tufholdig sandsten og bentonit, som er forvitringsrester efter vulkanske askelag. På denne tid var der altså vulkansk aktivitet i området omkring Bornholm, formentlig fra vulkaner mod nordvest.:25 

### Devon, Karbon og Perm: ingen aflejringer
I Sen Silur bevirkede den kaledoniske bjergkædefoldning, at Bornholm blev hævet et godt stykke over havniveau, og man skal mere end 200 millioner år frem i tiden, til Sen Trias, for igen at finde bornholmske aflejringer. I Devon blev den nydannede bjergkæde udsat for nedbrydning og forvitring. I Karbon, som i Mellemeuropa, Storbritannien og det nordøstlige USA fremviser tykke kullag dannet i tropiske sumpe, har Bornholm muligvis også været dækket af regnskov, men sporene herfra er senere fjernet af erosion. Dette skete måske i den efterfølgende Perm-periode, hvor Sydskandinavien og Nordsø-området blev udsat for voldsomme tektoniske bevægelser og vulkanisme: I det kontinent, som i Silur blev dannet ved sammenstødet mellem de gamle kontinenter Baltica, Laurentia og Avalonia, opstod i Tidlig Perm en brudzone med kraftig vulkanisme, fra Oslo-området og mod syd gennem Central Graven i Nordsøen. Dette var et forstadie til en opsplitning af kontinentet, som dog senere gik i stå. På denne tid anlagdes også Sorgenfrei-Tornqvist zonen fra Kattegat hen over Bornholm og videre mod sydøst. De mange forkastninger gennem de palæozoiske lag på Bornholm stammer fra denne tid.

## Mesozoiske aflejringer
I Trias blev det sydskandinaviske område i tektoniske henseende mere roligt, og en kraftig indsynkning begyndte at finde sted. Det var dog først hen mod slutningen af Trias, at Bornholm igen kom så tæt på havniveau, at der på ny kunne aflejres sedimenter. Fra Jura og Tidlig Kridt fremviser øen en række forskellige hav- og deltaaflejringer, afbrudt af perioder hvor Bornholm var landområde.

### Sandsten og ler fra Sen Trias
Ved Risebæks udmunding på sydkysten ses i klinten en lagserie på nogle få titals meter bestående af vekslende lag af grovkornet sandsten og fedt ler i røde og grønne farver. Lagene, som hører til Kågeröd Formation, er aflejret på en flad, kystnær flodslette i den allersidste del af Trias.:29-30 

### Ler, sand, kul og kaolin fra Jura
Ved overgangen til Jura blev klimaet mere fugtigt, og plantedele og andet organisk materiale præger Jura-lagene i meget højere grad, end tilfældet var i det tørre klima i Trias. Bornholm lå i hele Tidlig og Mellem Jura tæt på havniveau, enten som lavvandet havområde, som tidevandskyst, delta eller flodslette.
Til at begynde med blev området havdækket, og her aflejredes spraglet ler med plantedele og indslag af kul. Herover følger delta-aflejringer vekslende mellem sand, lamineret ler og kullag med rodhorisonter, herover igen havaflejret sand og dernæst tidevandsaflejringer bestående af vekslende sand, silt og ler. Øverst følger en lagsekvens, hvor tidevandsaflejringer viser indslag af krydslejret sand og kullag. Man mener, disse lag er dannet på en tidevandsflade gennemskåret af tidevandskanaler, som senere er fyldt op med det krydslejrede sand. Kullagene er dannet på den bagvedliggende marsk. Hele denne op mod 500 meter tykke komplekse serie af lag fra Tidlig Jura kaldes under ét for Rønne Formationen, og den kan ses mange steder langs den vestlige del af Bornholms sydkyst.
Rønne Formationen overlejres af Hasle Formationen, hvis lag kan ses på den bornholmske vestkyst mellem Rønne og Hasle, vest for den store nord-syd gående forkastning, som udgør den østlige rand af den nedforkastede Rønne Graben. Hasle Formationen består af cirka 100 meter tykke havaflejrede lag af sandsten med talrige fossiler, blandt andre muslinger, snegle og brachiopoder, foruden belemnitter, ammonitter og rester af fisk og svaneøgler.
Over Hasle Formationen følger to formationer, som begge er aflejret i deltaer og på kystnære flodsletter og består af vekslende lag af sand, ler og kul. Over den 200 meter tykke Sorthat Formation (en) følger den endnu tykkere Bagå Formation, hvis lag bliver gradvist mere finkornede opad: Oven på et konglomerat allernederst følger krydslejrede sandlag, som igen er overlejrede af vekslende tynde lag af sand, silt og ler, inden formationen afsluttes af ler med kullag.:30,32 
De jurassiske bornholmske formationer nævnt ovenfor betegnes under ét som Bornholm Gruppen, se det geologiske kort øverst i artiklen.
I Sen Jura var Bornholm igen blevet til landområde. I det fugtige, varme klima var der siden Mellem Jura foregået en omfattende forvitring af de blottede dele af grundfjeldet, hvis indhold af feldspat blev omdannet til det hvide lermineral kaolinit. Lige øst for Rønne forekommer kaolin i form af forvitret Rønne Granit, som for en stor dels vedkommende er omdannet til en blanding af kaolinit og kvarts, der er modstandsdygtig over for forvitring og derfor ligger som store, glasklare korn i den finkornede hvide kaolin.

### Ler og sand fra Tidlig Kridt
I Tidlig Kridt kom det bornholmske område igen tæt på havniveau. I to smalle strøg, dels sydøst for Rønne mellem hovedvejen til Nexø og kystvejen, dels mellem Nyker og Hasle, findes der en op til 260 meter tyk lagserie fra denne periode, som opdeles i de tre formationer Rabække, Robbedale og Jydegård. Formationerne blev aflejret under en langvarig havspejlsstigning, hvor havspejlet dog af og til faldt lidt, for så senere at stige igen.
Rabække Formationen viser strukturløse, jernholdige sandsten vekslende med sandet ler, ofte med indslag af kaolin, foruden kaolinitiserede blokke af granit, lag dannet på land ved udfyldning af gamle, tørlagte dale og flodkanaler.
Den efterfølgende Robbedale Formation er op til 40 meter tyk og består overvejende af rent, groft kvartssand aflejret på barriereøer ud for kysten, i stil med nutidens danske vadehavsøer Rømø og Fanø, foruden Holmsland Klit.
Endelig følger Jydegård Formationen, en op til 110 meter tyk serie af lerlag med spredte indslag af sand, som er aflejret i en afsnøret lagune bag ved barriereøer.:32-33   I 1992 blev der fundet rester af en svaneøgle. Her gjordes i 2000 Danmarks første dinosaurfund, i form af en tand fra en Dromaeosaurus. Senere er der gjort flere fund, både af knogler og fodaftryk fra dinosaurer.

### Sand og kalk fra Sen Kridt
I slutningen af Tidlig Kridt blev Bornholm igen landområde, men fra den første halvdel af Sen Kridt kan på sydkysten ses en lagserie bestående af tre formationer, som er adskilt af perioder uden aflejring. Her optræder for første gang siden Tidlig Ordovicium indslag af kalksten. Lagserien begynder med et omkring 40 centimeter tykt konglomerat, som er dannet i kystzonen af det hav, som på den tid oversvømmede Bornholm. Der er tale om et såkaldt dobbeltkonglomerat bestående af hærdnede knolde af fossilholdig sand, som indeholder en ældre generation af mindre og mørkere fossilholdige sandknolde, der har et grønligt skær som følge af mineralerne fosforit og glaukonit.
Over dobbeltkonglomeratet følger en cirka 85 meter tyk serie af grågrønt, fossilrigt kvartssand, Arnager Grønsand, og herover igen en op til 20 meter tyk kiselholdig kalksten, Arnager Kalk. Ved bunden af denne kalksten ses igen et konglomerat, der som det forrige består af flere generationer af fosforit- og glaukonitholdige knolde.
Konglomeraterne er dannet, når havet er trængt ind over et nederoderet landområde, og de vidner om, at havspejlet i dette tidsrum svingede op og ned flere gange, noget man også kender til andre steder i Nordvesteuropa.
Den bornholmske lagserie fra Sen Kridt afsluttes med de omkring 70 meter tykke lag af Bavnodde Grønsand, en sammenkittet leret sand med mange fossiler og stedvise horisonter med kvartssandsten og hærdnede knolde.

### Seneste Kridt, Palæogen og Neogen: ingen aflejringer
I tiden efter aflejringen af Bavnodde Grønsandet var Bornholm igen blevet til landområde, formentlig fordi det blev hævet op ved blokforkastning i Sorgenfrei-Tornqvist zonen. I modsætning til forholdene i Jura og Kridt blev Bornholm nu et permanent landområde, hvilket er fortsat helt frem til i dag.:35  Uden for det hævede Bornholm bredte der sig i Sen Kridt et havområde, hvori der dannedes skrivekridt, som det kan ses i Skåne, på Sjælland og i Nordjylland.

## Kvartære aflejringer
De eneste bornholmske aflejringer, man kender fra de seneste cirka 70 millioner år, er de istidsaflejringer og postglaciale aflejringer, der ligger som et tyndt dække over det meste af øen. Istidsaflejringerne, mest moræneler og smeltevandssand, stammer formentlig alle fra sidste istid. Disse lag er sjældent over 20 meter tykke, men i de dybe sprækkedale i grundfjeldet kan de være op til 40 meter tykke, og her gemmer der sig muligvis lag fra de ældre istider, men det vides ikke med sikkerhed.:37-38 
Mange steder på især det nordlige Bornholm ses spor efter gletsjernes erosion, blandt andet i form af rundklipper på Hammerknuden, samt skurestriber på overfladen af grundfjeldet, kalkstenene eller sandstenene.
På det nordlige Bornholm findes der mange steder stenbestrøninger, hvor isen har efterladt store løsblokke på overfladen. Et par af disse vandreblokke er berømte, nemlig rokkestenene i Paradisbakkerne og Rutsker Højlyng, fordi de ligger på en sådan måde, at de (i hvert fald til tider) med forholdsvis ringe kraftanstrengelse kan sættes i bevægelse.
Bornholm har hævet sig, i tiden efter isen trak sig bort, og strandaflejringer fra datidens Østersø kan i dag ses som terrasser, dels fra senglacial tid i 10-20 meters højde, dels fra begyndelsen af postglacial tid i 4-12 meters højde over havet. Øens yngste aflejringer er postglaciale moseaflejringer, som især ses i sprækkedalene, samt aflejringer af flyvesand på sydkysten omkring Dueodde.:37-38 

## Bornholmske råstoffer
De særprægede geologiske forhold har muliggjort, at man på Bornholm gennem tiden har udvundet en række forskellige råstoffer. De fleste af de 121 råstofgrave og stenbrud, som i tidens løb er anlagt rundt om på øen, er i dag lukket for produktion, men i mange af dem kan man stadig se de geologiske lag, som blev udvundet. I dag udvindes der hovedsagelig granit fra Stubbeløkken-bruddet ved Rønne, foruden mindre mængder sandsten.

### Granit og gnejs
I 1804 åbnede lige øst for Rønne Bornholms første granitbrud, hvor man siden da har brudt den mørke Rønne Granit, til facadesten (blandt andet til Christiansborg), brosten, fliser, tilslag til beton og asfalt og som skærver under jernbanesveller.:453  På grund af sin sejghed og store trykstyrke er Rønne Granit, også i international målestok, blandt de mest velegnede bjergarter til jernbaneskærver.
De øvrige bornholmske granitter er også blevet udvundet, og således brydes den rødgrå Hammer Granit stadig i et brud nær Hammershus. Den kan ses i Bornholms Kunstmuseums gulv. Den flammede Paradisbakke Migmatit, som er blevet brudt i nogle brud i den nordlige del af Paradisbakkerne, kan ses i Københavns Rådhus.:453-454 

### Sandsten
Den røde Nexø Sandsten er ad flere omgange fra midten af 1700-tallet blevet brudt i et antal stenbrud tæt ved havet nord for Nexø. Sandstenen blev oprindeligt brugt til møllesten, men er senere især anvendt til murfriser og sokler på bygninger, foruden til havefliser. Frihedsstøtten i København er hugget af Nexø Sandsten.
Sorte, lysegrå og rødgrå varianter af Balka Sandsten har været brudt ved Pedersker og Strøby syd for Aakirkeby.:452 

### Kalk og cement
Ved Limensgade og Skelbro er Komstad-kalken i perioden fra 1845 til begyndelsen af 1900-tallet blevet udvundet til cementfremstilling, i fem små brud.:441   Kalken er også brugt til bygningssten, såkaldt bornholmsk marmor, blandt andet til Aa kirke og Hammershus.:71 

### Alun og uran
Alunskifer er opkaldt efter alun, et kalium-aluminium salt med formlen KAl(SO4)2•12H2O, som tidligere havde en række forskellige anvendelser, eksempelvis farvning af tøj, garvning af skind,konserveringsmiddel og som blodstandsende præparat. Ved Andrarum i Skåne påbegyndtes omkring 1640 en alunproduktion ud fra alunskifer, som fortsatte helt til 1912, hvor syntetiske produkter udkonkurrerede natur-alun. Ved Limensgade på Bornholm forsøgte man omkring 1840 at starte en produktion, men det mislykkedes.
Alunskiferens organiske materiale indeholder store mængder uran, på Bornholm op til 100 gram pr. ton, i Skåne op til 400 gram pr. ton. I Skåne har man på forsøgsbasis udvundet uran af alunskifer, men på Bornholm er det ikke økonomisk rentabelt. Sammen med uran forekommer i alunskiferen også radon, en radioaktiv gas, som kan føre til lungekræft.

### Kul
I 1760'erne og 70'erne blev der flere steder, blandt andet ved Bagå og i lergravene øst for Rønne, udvundet kul fra den jurassiske lagserie.:104,112  Kulbrydningen var foranlediget af, at der i Danmark op gennem 1700-tallet opstod større og større mangel på træ, som havde en bred anvendelse som byggemateriale og til redskaber, vogne og brændsel, foruden til den store danske flådes skibe. De bornholmske kulforsyninger viste sig dog utilstrækkelige, og man begyndte derfor også at importere kul fra Skotland. Efter tabet af Norge blev der i 1815 anlagt tre kulværker, blandt andet ved Sorthat og Bagå syd for Hasle, hvor brydningen foregik under ret primitive forhold i nødtørftigt understøttede skakter. Den bornholmske kulbrydning fortsatte til 1880'erne.:466 :115  Under de to verdenskrige i 1900-tallet blev kulbrydningen genoptaget, og under Anden Verdenskrig brød man syd for Hasle 37.000 tons kul, omtrent tre gange så meget som under Første Verdenskrig. Denne kulgrav er i dag fyldt med vand og kendt som Rubinsøen.:466 

### Kaolin
I 1708 lykkedes det i Dresden den tyske alkymist J.F. Böttger at udvikle en proces til fremstilling af hvidt porcelæn. Kineserne havde indtil da haft monopol på fremstilling af dette materiale, som, helt siden venetianeren Marco Polo i 1300-tallet indførte det til Europa, havde været meget eftertragtet. Hemmeligheden var det hvide lermineral kaolinit.
I 1755 opdagede man tynde kaolin-lag ved Grødby Å, og i 1775 mere omfattende kaolinforekomster ved Nygård øst for Rønne, samme år som den Kongelige Danske Porcelains Fabrik blev oprettet. Kaolinen fra Grødby Å brugtes til finere porcelæn, mens Nygård-kaolinen, der som følge af et vist indhold af jern gav grå porcelæn, især brugtes til fremstilling af flaskepropper.
Efterhånden gik porcelænsfabrikken over til at bruge udenlandsk kaolin, men da man i 1870'erne gik over til at forbedre produktionsmetoden, kunne den bornholmske kaolin anvendes til papirfremstilling. Den mindre lødige kaolin brugtes til ildfaste sten. I løbet af 1900-tallet blev den bornholmske kaolin udkonkurreret af udenlandsk kaolin og senere også af kalk,:458  men under Anden Verdenskrig brugtes kaolinen ved fremstilling af sæbe.

### Ildfast ler
Lerlagene i de jurassiske formationer på Bornholm er fattige på kalium og natrium, i modsætning til fx smeltevandsler fra kvartærtiden. Dette gør, at den jurassiske ler kan brændes ved så høj temperatur, at den, i modsætning til fx smeltevandsler til almindelige tegl, bliver meget hård og slidstærk og desuden modstandsdygtig mod frost, fordi den ikke absorberer vand. Denne ildfaste ler (eller klinkerler) er på Hasle Klinker- og Chamottestensfabrik indtil 1990'erne blevet udvundet fra lergraven ved Bagå og brændt til klinker, som er anvendt til flisebelægninger mange steder, fx Københavns Hovedbanegård og alle Odenses fortove.:456-457 

### Kvartssand og glassand
I syv sandgrave i Robbedale- og Jydegård-formationerne sydøst for Rønne udvandt man tidligere kvartssand, der på grund af sit ubetydelige indhold af andet end kvarts kan bruges som filtersand i boringer, som støbesand og til sandblæsning.
Flyvesandet i klitterne ved Dueodde er så rent, at det tidligere brugtes til glasfremstilling.:450-451 

### Fosforit
I 1840'erne blev man klar over fosfors betydning som gødning inden for agerbrug, og i 1852 fandt professor Forchhammer løse fosforitblokke på Bornholms sydkyst. I 1866 opdagede den geologi-interesserede adjunkt Magnus Jespersen faststående fosforitlag ved et åudløb lidt sydøst for Rønne. I 1911 blev de bornholmske fosforit-forekomster kortlagt. Under 1. Verdenskrig blev importen af fosforsyregødning til det danske landbrug afbrudt, og man påbegyndte derfor ved Madsegrav øst for Arnager en udvinding af fosforit, som på cementfabrikken i Aalborg blev omdannet til superfosfat-kunstgødning. Produktionen var dog ikke nogen god forretning, og efter krigens ophør blev den indstillet.

### Bornholmske diamanter
I de silure skifre kan man finde kalkkonkretioner med åbne sprækker beklædt med kalkspatkrystaller og sjældnere, op til 1 centimeter lange klare kvartskrystaller, såkaldte bornholmske diamanter. De hedder sådan, fordi man tidligere troede, kvarts kunne modnes til diamant. Omkring 1800 var bornholmske diamanter meget eftertragtede, og der foregik en indvinding ud fra kalkboller fisket op fra havbunden syd for Bornholm. Et diamantsliberi på sydkysten skulle angiveligt være opført af hof-stenhuggermester Karfleby. Diamanterne indbragte fra 24 skilling til 4 rigsdaler pr. styk, svarende til en dagsløn, henholdsvis en månedsløn for den tids arbejdsmand. Kalkbollerne på havbunden er nu fredede.